# 薩克森-科堡-哥達的維多利亞·梅麗塔公主
維多利亞·梅丽塔公主（Princess Victoria Melita of Saxe-Coburg and Gotha，1876年11月25日—1936年3月2日），萨克森-科堡-哥达公爵阿爾弗雷德与瑪麗亞·亞歷山德羅夫娜的次女，黑森大公恩斯特·路德维希的表妹和第一任夫人。
1894年4月19日，恩斯特·路德维希在科堡与萨克森-科堡-哥达公主维多利亚·梅丽塔结婚。维多利亚·梅丽塔的祖母便是恩斯特·路德维希的外祖母维多利亚女王。但二人的婚姻并不幸福。他们有一个女儿-伊丽莎白（1895-1903）死于伤寒。
维多利亚·梅丽塔声称他的丈夫是同性恋，与许多男童睡过。二人于1901年12月21日由黑森最高法庭以“夫妻双方相互厌恶”为由判决离婚。维多利亚·梅丽塔于1905年10月8日与俄罗斯大公基里尔·弗拉基米洛维奇结婚。有两女一子，包括普鲁士亲王路易·斐迪南的妻子基拉·基里洛芙娜女大公。